# Lijst van Nederlandse koloniale gebouwen in Ceylon
Lijst van Nederlandse koloniale gebouwen in Ceylon, huidig Sri Lanka, gebouwd tussen 1640 en 1796 tijdens het bestuur door de VOC. Tijdens deze periode werden vele gebouwen in Nederlandse stijl gebouwd. Vele kleinere gebouwen bestaan vandaag nog verspreid over het land.

## Lijst
| Foto | Naam                                   | Bouwjaar | Plaats                               | Type            | Bijzonderheden |
| ---- | -------------------------------------- | -------- | ------------------------------------ | --------------- | -------------- |
|      | Koddiyar fort                          | 1622     | Muttur, Oostelijke Provincie         | fort            | vernietigd     |
|      | Katuwana Fort                          | 1646     | Katuwana, Zuidelijke Provincie       | fort            | Verlaten       |
|      | Kalpitiya fort                         | 1646     | Kalpitiya, Noordwestelijke Provincie | fort            | In gebruik     |
|      | Voormalig Nederlands Hospitaal         | 1600s    | Galle, Zuidelijke Provincie          | Hospitaal       | In gebruik     |
|      | Nederlands Commissariaat               | 1656     | Galle, Zuidelijke Provincie          | Overheidsgebouw | In gebruik     |
|      | Dutch Governors Office                 | 1656     | Colombo, Westelijke Provincie        | Overheidsgebouw | In gebruik     |
|      | Point Pedro fort                       | 1665     | Point Pedro, Noordelijke Provincie   | Fort            | vernietigd     |
|      | Nederlandse opslagplaats               | 1671     | Galle, Zuidelijke Provincie          | Overheidsgebouw | In gebruik     |
|      | Nederlandse gevangenis                 | 1676     | Colombo, Westelijke Provincie        | Gevangenis      | In gebruik     |
|      | Old Colombo Dutch Hospital             | 1681     | Colombo, Westelijke Provincie        | Hospitaal       | In gebruik     |
|      | Dutch government house                 | 1684     | Galle, Zuidelijke Provincie          | Overheidsgebouw | In gebruik     |
|      | Nederlands Seminarie                   | 1704     | Pettah, Westelijke Provincie         | Seminarie       | In gebruik     |
|      | Nederlandse Hervormde Kerk (Matara)    | 1706     | Matara, Zuidelijke Provincie         | kerk            | In gebruik     |
|      | Nederlandse Hervormde Kerk (Kalpitiya) | 1706     | Kalpitiya, Noordwestelijke Provincie | Kerk            | In gebruik     |
|      | Kruyskerk                              | 1706     | Jaffna, Noordelijke Provincie        | Kerk            | In gebruik     |
|      | Mullaitivu fort                        | 1715     | Mullaitivu, Noordelijke Provincie    | Fort            | vernietigd     |
|      | Wolvendaalsche Kerk                    | 1749     | Colombo, Westelijke Provincie        | Kerk            | In gebruik     |
|      | Groote Kerk                            | 1755     | Galle, Zuidelijke Provincie          | Kerk            | In gebruik     |
|      | Star fort                              | 1763     | Matara, Zuidelijke Provincie         | Fort            | In gebruik     |
|      | Old Nupe Market                        | 1775     | Matara, Zuidelijke Provincie         | Overdekte markt | In gebruik     |
|      | Sint Luciakathedraal                   | 1782     | Kotahena, Westelijke Provincie       | Kerk            | In gebruik     |
|      | Fort Ostenburg                         |          | Trincomalee, Oostelijke Provincie    | fort            | verlaten       |
|      | Tangalle fort                          |          | Tangalle, Zuidelijke Provincie       | fort            | In gebruik     |